# Annika Ingenpaß
Annika Ingenpaß (* 8. August 1996 in Kempen) ist eine deutsche Handballspielerin.

## Karriere
Annika Ingenpaß spielte ab ihrem fünften Lebensjahr Handball bei der TS Grefrath, bei der sie bis zur C-Jugend aktiv war. Anschließend spielte sie zwei Jahre beim TV Aldekerk. Im Jahre 2012 schloss sie sich Bayer 04 Leverkusen an. Mit Bayer 04 Leverkusen gewann sie 2013 sowie 2014 die deutsche A-Jugendmeisterschaft. Beim Finalerfolg der deutschen Meisterschaft 2013 wurde sie zur besten Spielerin gewählt.
Ingenpaß unterschrieb 2014 einen Vertrag beim deutschen Bundesligisten Vulkan-Ladies Koblenz/Weibern und war zusätzlich bis März 2015 per Zweitspielrecht für den Drittligisten HSV Solingen-Gräfrath spielberechtigt. Mit Koblenz stieg die Kreisspielerin 2015 in die 2. Bundesliga ab.
Ihr Vertrag mit Koblenz wurde am Jahresanfang 2016 aufgelöst, woraufhin sie sich im Februar desselben Jahres der 2. Mannschaft von Borussia Dortmund, die in der 3. Liga antrat, anschloss. Nachdem sich die deutsche Nationalspielerin Anne Müller verletzt hatte, lief Ingenpaß zusätzlich für die Bundesligamannschaft der Borussia auf. Mit dem BVB stand sie 2016 im Finale des DHB-Pokals. Daraufhin wechselte Ingenpaß zum Bundesligisten TuS Metzingen. Mit Metzingen stand sie 2017 wiederum im DHB-Pokalfinale. Weiterhin nahm Ingenpaß in den Spielzeiten 2016/17 und 2017/18 am EHF-Pokal teil. Im Sommer 2018 wechselte sie zum Ligakonkurrenten HSG Bad Wildungen. Zur Saison 2023/24 kehrte sie zum TSV Bayer 04 Leverkusen zurück.
Ingenpaß lief für die deutsche Jugend- sowie Juniorinnennationalmannschaft auf. Mit diesen Auswahlmannschaften nahm sie an der U-17-Europameisterschaft 2013, an der U-18-Weltmeisterschaft 2014, an der U-19-Europameisterschaft 2015 und an der U-20-Weltmeisterschaft 2016 teil. Bei der U-18-WM 2014 gewann sie die Silbermedaille. Weiterhin wurde Ingenpaß bei der U-20-WM in das All-Star-Team gewählt.
Ingenpaß erzielte bei ihrem Länderspieldebüt am 17. April 2021 gegen Portugal vier Treffer.